# Lega dipartimentale di Loreto
La lega dipartimentale di Loreto è una delle 25 leghe dipartimentali della Copa Perú, che costituiscono la quinta divisione del campionato peruviano di calcio. È organizzata dalla FPF, la federazione calcistica peruviana.

## Storia
La Lega Dipartimentale di Loreto è stata fondata il 4 luglio 1975.

## Albo d'oro
| Anno | Campione              | Città      |
| ---- | --------------------- | ---------- |
| 1966 | CNI                   | Iquitos    |
| 1967 | CNI                   | Iquitos    |
| 1968 | CNI                   | Iquitos    |
| 1969 | CNI                   | Iquitos    |
| 1970 | CNI                   | Iquitos    |
| 1971 | Politécnico           | Iquitos    |
| 1972 | CNI                   | Iquitos    |
| 1973 | Sport Loreto          | Pucallpa   |
| 1974 | Ex Alumnos Agustinos  | Iquitos    |
| 1975 | Dep. Aviación         | Iquitos    |
| 1976 | Dep. Aviación         | Iquitos    |
| 1977 | Dep. Aviación         | Iquitos    |
| 1978 | Ex Alumnos Agustinos  | Iquitos    |
| 1979 | Dep. Aviación         | Iquitos    |
| 1980 | Sport Molinera Giulfo | Iquitos    |
| 1981 | Sport Molinera Giulfo | Iquitos    |
| 1982 | Sport Alfonso Ugarte  | Iquitos    |
| 1983 | Capitán Clavero       | Iquitos    |
| 1984 | Hungaritos Agustinos  | Iquitos    |
| 1985 | Ex Alumnos Agustinos  | Iquitos    |
| 1986 | Capitán Clavero       | Iquitos    |
| 1987 | Agricobank            | Contamana  |
| 1988 | Dep. Cahuide          | Requena    |
| 1989 | Sport Loreto          | Yurimaguas |
| 1990 | Sport Nauta           | Nauta      |
| 1991 | Dep. Cahuide          | Requena    |
| 1992 | Libertad              | Iquitos    |
| 1993 | Politécnico           | Iquitos    |
| 1994 | Libertad              | Iquitos    |

| Anno | Campione          | Città     |
| ---- | ----------------- | --------- |
| 1995 | Ath. José Pardo   | Iquitos   |
| 1996 | CNI               | Iquitos   |
| 1997 | CNI               | Iquitos   |
| 1998 | CNI               | Iquitos   |
| 1999 | Ath. José Pardo   | Iquitos   |
| 2000 | Dep. UNAP         | Iquitos   |
| 2001 | CNI               | Iquitos   |
| 2002 | CNI               | Iquitos   |
| 2003 | Dep. UNAP         | Iquitos   |
| 2004 | Dep. UNAP         | Iquitos   |
| 2005 | CNI               | Iquitos   |
| 2006 | CNI               | Iquitos   |
| 2007 | Dep. UNAP         | Iquitos   |
| 2008 | CNI               | Iquitos   |
| 2009 | Dep. UNAP         | Iquitos   |
| 2010 | Los Tigres        | Iquitos   |
| 2011 | Los Tigres        | Iquitos   |
| 2012 | Alianza Cristiana | Andoas    |
| 2013 | Bolívar           | Iquitos   |
| 2014 | CNI               | Iquitos   |
| 2015 | Bolívar           | Iquitos   |
| 2016 | Estudiantil CNI   | Iquitos   |
| 2017 | Estudiantil CNI   | Iquitos   |
| 2018 | Estudiantil CNI   | Iquitos   |
| 2019 | Comerciantes FC   | Belén     |
| 2022 | Estudiantil CNI   | Iquitos   |
| 2023 | Atl. Hospital FC  | Contamana |
| 2024 |                   |           |

### Titoli per club
| Squadra                      | Titoli |
| ---------------------------- | ------ |
| CNI                          | 15     |
| Dep. UNAP                    | 5      |
| Dep. Aviación                | 4      |
| Estudiantil CNI              | 4      |
| Ex Alumnos Agustinos         | 3      |
| Capitán Clavero              | 2      |
| Sport Molinera Giulfo        | 2      |
| Dep. Cahuide (Requena)       | 2      |
| Politécnico                  | 2      |
| Libertad                     | 2      |
| Los Tigres                   | 2      |
| Bolívar                      | 2      |
| Ath. José Pardo              | 2      |
| Sport Loreto (Pucallpa)      | 1      |
| Sport Alfonso Ugarte         | 1      |
| Hungaritos Agustinos         | 1      |
| Agricobank (Contamana)       | 1      |
| Sport Loreto (Yurimaguas)    | 1      |
| Sport Nauta                  | 1      |
| Alianza Cristiana (Andoas)   | 1      |
| Comerciantes FC (Belén)      | 1      |
| Atl. Hospital FC (Contamana) | 1      |